# Seznam dílů seriálu Katy Keene
Toto je seznam dílů seriálu Katy Keene. Americký komediálně-dramatický televizní seriál Katy Keene byl vysílán v roce 2020 na stanici The CW. Celkem vzniklo 13 dílů.

## Přehled řad
| Řada | Díly | Premiéra v USA | Premiéra v USA  |
| Řada | Díly | První díl      | Poslední díl    |
| ---- | ---- | -------------- | --------------- |
| 1    | 13   | 6. února 2020  | 14. května 2020 |

## Seznam dílů
| Č. v seriálu | Původní název                                       | Režie                   | Scénář                                  | Premiéra v USA  |
| ------------ | --------------------------------------------------- | ----------------------- | --------------------------------------- | --------------- |
| 1            | Chapter One: Once Upon a Time in New York           | Maggie Kiley            | Roberto Aquirre-Sacasa a Michael Grassi | 6. února 2020   |
| 2            | Chapter Two: You Can't Hurry Love                   | Steven A. Adelson       | Michael Grassi                          | 13. února 2020  |
| 3            | Chapter Three: What Becomes of the Broken Hearted   | Harry Jierjian          | Shauna McGarry                          | 20. února 2020  |
| 4            | Chapter Four: Here Comes the Sun                    | Pamela Romanowsky       | Alina Mankin                            | 27. února 2020  |
| 5            | Chapter Five: Song for a Winter's Night             | Ryan Shiraki            | Leo Richardson                          | 5. března 2020  |
| 6            | Chapter Six: Mama Said                              | Charles Randolph-Wright | Davia Carter                            | 12. března 2020 |
| 7            | Chapter Seven: Kiss of the Spider Woman             | Gregory Smith           | Roberto Aguirre-Sacasa                  | 19. března 2020 |
| 8            | Chapter Eight: It's Alright, Ma (I'm Only Bleeding) | Jessica Lowrey          | Will Ewing                              | 26. března 2020 |
| 9            | Chapter Nine: Wishin' & a Hopin'                    | Pamela Romanowsky       | Mia Katherine Iverson                   | 16. dubna 2020  |
| 10           | Chapter Ten: Gloria                                 | Alex Pillai             | Michael Grassi a Neil McNeil            | 23. dubna 2020  |
| 11           | Chapter Eleven: Who Can I Turn To?                  | Lea Thompson            | Sara Saedi                              | 30. dubna 2020  |
| 12           | Chapter Twelve: Chain of Fools                      | Steven A. Adelson       | Evelyn Yves                             | 7. května 2020  |
| 13           | Chapter Thirteen: Come Together                     | Maggie Kiley            | Roberto Aguirre-Sacasa a Michael Grassi | 14. května 2020 |